# Macachín
Macachín es una localidad en el centro-este de la provincia de La Pampa, Argentina, cabecera del departamento Atreucó. Se encuentra ubicada a 30 kilómetros del límite con la provincia de Buenos Aires. Las principales vías de acceso a la localidad son la ruta provincial 1 y la ruta provincial 18.
Fue fundada el 20 de noviembre de 1902 por Jorge Moore, Luis Brunel y José Fratini. La localidad se destaca por haber recibido una numerosa inmigración española que arribó a finales del siglo XIX y principios del XX, y que actualmente se refleja en la colectividad vasca que allí reside, que mantiene las costumbres y tradiciones de aquellos inmigrantes.
La principal actividad económica local es la agro-ganadera, aunque también se destacan la industria láctea, la extracción de sal y la producción de harinas y derivados. Hubo históricamente un desarrollo importante de la agricultura, aunque muchas veces la ganadería lo superó en preponderancia. Los altos índices de esta muestran a la región como una de las más ricas y productivas de la materia en toda la provincia de La Pampa.
A escasos kilómetros de la localidad se encuentra Hidalgo, un antiguo asentamiento ubicado a orillas de una laguna salada y con una estación de ferrocarril de nombre homónimo que está actualmente fuera de uso. Dicho asentamiento se ubica en Vuta Chadihue (Vuta: 'grande'; chadi: 'sal'; y hue: 'dónde hay' o 'lugar' - 'dónde hay gran cantidad de sal'), más conocido como Salinas Grandes. El sitio es explotado hace una decena de años por la Compañía Introductora de Buenos Aires (C.I.B.A), que produce, entre otras cosas, la línea de sales y condimentos Dos Anclas en la planta industrial ubicada en las afueras de Macachín y fue declarado "Lugar Histórico" por la Ley Provincial N° 876 del año 1985.

## Historia

### Primeros asentamientos en la zona
Tanto el centro-sur argentino como la homónima región de Chile fue poblado por mapuches (mapu: ´tierra´ y che: ´gente´ - "gente de la tierra" o "gente nativa del lugar"), que a través de centurias fueron adoptando diferentes denominaciones conforme a sus distintas comunidades y zonas de residencia o procedencia, tales como: Pampas, Araucanos, Pehuenches, Ranqueles, Chadiches (en la zona de Salinas Grandes o Vuta Chadihue), entre otros.
Hacia 1830 comienza a resonar por primera vez en las pampas argentinas el nombre de Calfucurá (del mapudungún Kallfükura: 'piedra azul'; de kallfü: 'azul', y kura: 'piedra'), quien con el correr de los años acrecienta su poder y comienza a formar una federación indígena con asiento en Salinas Grandes y todo el valle del Carahué compuesta por unos 13 000 hombres. Dominó Calfucurá un extenso territorio con la mayor parte de la provincia de Buenos Aires, San Luis y el sur de Mendoza y las actuales de Neuquén, Río Negro y La Pampa, recibiendo el apodo de Emperador de las Pampas. Negocia con el gobierno de Buenos Aires -ejercido por Juan Manuel de Rosas- de potencia a potencia e impone su voluntad durante cuarenta años sembrando el terror en las poblaciones. La buena relación de Rosas con Calfucurá se dio después de 1841, cuando el feroz cacique se convenció de la imposibilidad de imponerse sobre los huincas y Rosas entonces le otorgó a Calfucurá el rango de coronel del ejército de la Confederación Argentina.
Luego de la caída de Rosas, intenta negociar con Justo José de Urquiza enviando a su hijo a la provincia de Entre Ríos, aunque las cosas no salieron como esperaba. Durante las llamadas Presidencias históricas, se enfrentó ante Mitre y Sarmiento siendo derrotado  el 8 de marzo de 1872 en la batalla de San Carlos, en la ciudad de Bolívar, Buenos Aires. Al año siguiente, fallece de viejo el 3 de junio de 1873. Tras su defunción, fue sucedido por su hijo Manuel Namuncurá quién sufrió grandes invasiones a fines de la década del 70, las cuales fueron conocidas como Conquista del Desierto. El Teniente General Juan Levalle, enviado por el ministro Julio Argentino Roca, emprendió su campaña hacia la Patagonia y en su paso por las pampas fue estableciendo fortines de protección entre los que podemos destacar el de Atreucó, construido el viernes 9 de mayo de 1879 en el actual Bajo Atreucó, al oeste de la laguna de las Salinas Grandes en dónde funcionó el AutoMoto Club Macachín.

### De la Campaña del Desierto a la creación del Territorio Nacional
El 5 de octubre de 1878, durante la presidencia de Nicolás Avellaneda, fue sancionada la nueva "Ley de distribución de la tierra" que destinaba 1.700.000 $m/c para el cumplimiento de la anterior formulada en la presidencia de Mitre, llamada "Ley de ocupación de la tierra", del 13 de agosto de 1867, que ordenaba llevar la frontera interna, controlada efectivamente por el Estado argentino con los aborígenes, hasta los ríos Negro, Neuquén y Agrio y que pondría en manos privadas casi al 50% de los territorios que actualmente conforman la provincia de La Pampa.
Al comenzar la segunda campaña de la denominada “Conquista del Desierto” del general Julio A. Roca y del entonces coronel Conrado Excelso Villegas, el objetivo principal de dominación efectiva era que estas tierras pasaran a ser administradas de hecho por la Nación Argentina y que cesaran los malones que tantas pérdidas económicas le causaban, siéndole adjudicada éstas en forma nominal durante la época colonial y también de alejar los intereses internacionales por las mismas, como ser países limítrofes y potencias coloniales, que las consideraban erróneamente como res nullius, como hacían figurar en algunos mapas, o mejor dicho "terra nullius".
Al quedar establecido el límite norte de la Patagonia oriental —incluyendo el actual territorio pampeano— con las demás provincias, la gobernación de la Patagonia fue creada por la ley N.º 954, del 11 de octubre de 1878. Su territorio se extendía desde el límite fijado por la ley N.º 947 hasta el cabo de Hornos. Su capital fue Mercedes de Patagones (hoy Viedma) y el 21 de octubre fue designado su primer gobernador, el coronel Álvaro Barros quien procedería a su inauguración oficial el 2 de febrero de 1879.
Por la ley N.º 1.265 del 24 de octubre de 1882 se dispuso la enajenación de tierras de propiedad de la Nación, y a esos efectos se dividió la «Gobernación de la Patagonia» en dos sectores separados por los ríos Agrio, Neuquén y Negro, denominados: territorios de la Pampa —o de la Pampa Central— y territorios de la Patagonia, sin que se alterara su gobierno. El primero incluía la actual provincia de La Pampa y sectores hoy pertenecientes a las provincias de Río Negro, Mendoza, San Luis, Córdoba, Neuquén y Buenos Aires. Se dividió el territorio pampeano en veintiséis secciones de 100 lotes de 10 000 hectáreas cada uno y se ofrecieron a la venta en pública subasta.
Por la ley N.º 1.532 del 16 de octubre de 1884, se crearon los Territorios Nacionales dividiendo los Territorios de la Pampa Central, surgiendo entre ellos el «Territorio Nacional de La Pampa». En 1882 se realizaron las primeras fundaciones, siendo Victorica la primera localidad pampeana. Su primer gobernador —designado por el Poder Ejecutivo Nacional— fue el general Juan Ayala, quien se mantuvo en el cargo desde 1884 hasta el año 1891.
La primera capital había sido General Acha pero a partir del 29 de marzo de 1900, la capital pasó a ser Santa Rosa de Toay, al disponer el Poder Ejecutivo Nacional el cumplimiento de un decreto del presidente Miguel Juárez Celman del año 1889. El entonces gobernador José Luro concretó la medida el 11 de abril y a partir de 1917 se suprimió "de Toay", por lo cual, desde entonces se la conoce solo por Santa Rosa, quedando el nombre de Toay para el pago (Departamento Toay) y para una localidad vecina ubicada a 10 kilómetros de la misma.

### Fortines, parajes y alcaldías
Hacia la década de 1880, aun cuando La Pampa no conformaba un Territorio Nacional, existían en las zonas aledañas al actual Macachín un conjunto de asentamientos que de acuerdo a su jurisdicción política tomaban diferentes nombres, así es como se los jerarquizaba en: Fortín, Paraje y Alcaldía. Dos de ellos, los fortines "El Sauce" y "Atreucó" son los que, veinte años más tarde, dan origen a la localidad. Con el correr de los años y el avance de las tropas militares nacionales hacia el sur, las familias se fueron juntando formando asentamientos cada vez más grandes. En el año 1882, el señor Justo Goicoechea, nacido en Guipúzcoa, España, residente de la zona, es declarado alcalde en el paraje "La Escondida" con jurisdicción en la zona del fortín "Atreucó" hasta la zona del fortín "Carhué". Ese mismo año, José Abadíe es designado alcalde en el paraje "Ojo de Agua" en territorio del fortín "El Sauce" y con jurisdicción hasta la zona de la actual ciudad de General Acha, La Pampa. Para el año 1895 se lleva a cabo el Segundo Censo Nacional, en dónde el Territorio Nacional de La Pampa arrojó como resultado la presencia de once centros urbanos. En la Sección Tercera de la división territorial de La Pampa -de aquel momento-, en dónde se ubicaba Macachín, los datos mostraban una gran presencia de inmigrantes españoles, italianos, alemanes del río Volga, en gran cantidad, y rusos, daneses, ingleses, sirios, turcos, franceses y belgas, en menor medida; aunque el 71% de la población era de origen argentino. Estos datos de nacionalidad, ubicaban a la región de Macachín y zona como la sección con mayor presencia de inmigrantes en la provincia XXX. Los años pasaron, y a la espera de la formación de lo que prometía ser un futuro pueblo -hecho que estaba previsto-, las familias decidieron trasladarse a la vera del ferrocarril, más precisamente a la estación "Atreucó", lo que daría lugar, en un futuro cercano, a la localidad.
El auge del modelo Agroexportador en Argentina generó una oleada masiva desde la ciudad al campo. Pero en la provincia de La Pampa, el Estado Nacional no había reservado lotes para la instalación de futuros pueblos, de allí que surge la iniciativa privada de crearlos, y de hecho así fue el caso de las treinta y dos localidades fundadas en el período 1900-1909, en dónde se encuentra el ejemplo que nos concierne.

### Macachín
En el año 1902, con una población medianamente estable, Macachín -no llamado así hasta el momento- ofrecía grandes posibilidades de ser un asentamiento importante dado que era el lugar de conexión entre Puán con General Acha a través de la línea ferroviaria que unía Bahía Blanca con Toay. Jorge Moore, un hombre de negocios y con fuertes relaciones con el Gobierno Nacional, quién sería nombrado por el Estado como Gobernador del Territorio Nacional de La Pampa hacia 1924, fue uno de los promotores de la extensión de las líneas férreas hasta el futuro pueblo. En el año 1902, en sociedad con Luis Brunel y José Fratini, realizan la compra del "lote 18, letra B, sección III" por un valor de $133.470 en una transacción certificada por el Escribano Osvaldo Saavedra con fecha el 20 de noviembre de 1902 con el objetivo de: "formar una sociedad colectiva con el único objeto de la fundación de un pueblo y una colonia denominada Macachín XXX (ver pág 97). Así es como ese mismo año, ya con un caserío bastante disperso y formado, deciden formar una sociedad colectiva bajo el nombre de "Jorge Moore y Cía." con fecha anteriormente nombrada, dando así origen a la nueva localidad.
Adquiridas ya las tierras y conformada la sociedad, José Fratini junto a un martillero público proceden al remate de tierras en un acto realizado en la manzana central la cual sería destinada a la plaza del pueblo ya que poseía en ella un pozo del que se podía extraer agua para el uso común de los habitantes. La sociedad conformada fue dándole forma a su pueblo a medida que pasaban los años.
Efectuados ya los remates y demarcaciones, se presentó el problema del nombre. Se pretendía ponerle Ojo de Agua, en referencia al lugar dónde se encontraba el antiguo registro civil, el telégrafo y la oficina postal, pero aun así había una contradicción, ya que el negocio de tierras se había efectuado en el paraje "Macachín" y no en Ojo de Agua que se distaba unos kilómetros al sur. Los más aficionados, como al paraje ya se lo denominaba así desde la época de la conquista por la gran existencia de esa especie de plantas en la zona, querían la continuidad del nombre. De estos, algunos proponían "Macachín Eterno" por su denominación histórica y otros, simplemente "Macachín". Finalmente, triunfó este último. Aquellas familias que residían al norte de la nueva localidad se decía que se ubicaban en la zona de "Macachín Viejo", denominación que aún es utilizaba en el presente.
Formalizado, se traslada la oficina del Telégrafo de la Nación a Macachín en 1903, y seguidamente en 1904, el Registro Civil, que había sido creado en la zona bajo autorización del Poder Ejecutivo Nacional por la ley 1.743 del 2 de noviembre de 1885 y que funcionaba, anteriormente, en Pichi Carhué.
Entre las primeras medidas tomadas, se destaca el pedido realizado al Estado Nacional para la creación de la estación de ferrocarril en la localidad, hecho que fue finalizado el 11 de mayo de 1909 y que generó una gran satisfacción a la población que lo utilizaba para el envío de cereales y para trasladarse. Con esta nueva adquisición, la localidad se encontraba conectada directamente con Bahía Blanca y Buenos Aires y el pueblo dejaba de estar aislado. A los pocos años de la construcción y de la mano del crecimiento del pueblo, se pidió el traslado de la estación ferroviaria hacia el sur de la localidad, para así impedir que el pueblo se encuentre dividido por las vías. El hecho del paso del ferrocarril por Macachín significó un gran movimiento para la zona. Para el año 1911, la cantidad de pasajeros que habían sido despachados y recibidos en la localidad ascendía a 9250, mientras que, al año siguiente, la población local se encontraba en 2061 habitantes, ubicándose en el sexto lugar a nivel provincial. La llegada de extranjeros junto con el ferrocarril fue realmente notable. El Padrón Electoral Municipal hacia 1912 demuestra una mayoría extranjera que argentina, aunque cabe destacar que la inscripción era voluntaria XXX. Veinte años más tarde, para el año 1922, sobre 542 empadronados, 109 eran españoles de mayoría vasca, 61 italianos, y el resto árabes, franceses, rusos, uruguayos, turcos y otros.
Hacia 1916, la plaza del pueblo carente de arbolado y diseño alguno, fue coronada con un monumento que la diferenció del resto de las localidades a nivel nacional: la estatua de la Libertad. Resulta difícil poder definir las causas del emplazamiento del símbolo de la Revolución Francesa en un remoto pueblo de la Argentina centenaria, pero lo que sí es claro, que la estatua se convirtió en el centro nucleante de la localidad. El poblado incipiente, incorporó rápidamente los servicios de teléfonos en 1911, hoteles, restaurantes, almacenes de ramos generales, bares, panaderías, herrerías, carpinterías, peluquerías y la instalación del Banco de la Nación Argentina en 1922.
En una serie de libros y datos oficiales figura la fundación de Macachín hacia 1904, debido a que es la fecha del traslado del Registro Civil a la localidad, algo que dio lugar a discusiones en los años posteriores. Pero finalmente en el año 1969, el intendente de la localidad, Haroldo Olindo Rebolini, junto a su consejo asesor, determinan fijar el 20 de noviembre de 1902 como fecha de fundación de Macachín tomando como acontecimiento fundacional la creación de la sociedad "Jorge Moore y Cía." mencionada anteriormente.
En la actualidad, Macachín, es una de las urbes más importantes de la provincia, posicionándose como la décima localidad según la variable poblacional.

## Intendentes y Comisionados de la localidad
Como se menciona anteriormente, el 20 de noviembre de 1902 se funda la localidad de Macachín al conformarse la sociedad colectiva "Jorge Moore & Cía.". Durante los primeros cuatro años, el Poder Ejecutivo local se encontraba acéfalo por tratarse de un asentamiento que recién nacía. Los socios fundadores de la localidad ejercían el liderazgo en el lugar por ser los apoderados de las tierras, y eran ellos quienes aprobaban las escrituras y administraban los bienes públicos. Hacia el año 1907, el Gobierno Nacional, mediante su Secretaría de Interior en conjunto con la Administración Provincial del Territorio Nacional de La Pampa, crean una Comisión de Fomento en el pueblo y designan como Titular al señor Antonio Crego, quien asume con el cargo de "Presidente de la Comisión de Fomento de Macachín" hasta el año 1912, momento en que se inicia la construcción del edificio de la Comisión de Fomento. En el año 1953, en virtud de la "provincialización" del Territorio Nacional de La Pampa, se eleva la categoría a Municipio, al cumplir la localidad con los requisitos establecidos en la Constitución provincial y regidos según lo establecido en la actual Ley Orgánica Provincial Nro. 1597 de Municipalidades y Comisiones de Fomento. Es en ese mismo año, en dónde asume como intendente el Sr. Amaury Edgardo Díaz, ejerciendo el cargo hasta el golpe de Estado de 1955, siendo la persona que mayor tiempo ocupó el cargo de intendente en la localidad, con un total de 6 mandatos y casi 21 años de ejercicio. Cabe destacar que aquellos mandatos con duración aproximada a un año se deben a un interinato en el Ejecutivo, principalmente desarrollado en momentos dónde el Estado a nivel nacional se encontraba comandado por fuerzas militares de facto.
| N.º | Titular                   | Mandato       | Cargo       |
| --- | ------------------------- | ------------- | ----------- |
| 1   | Antonio Crego             | 1907–1912     | Comisionado |
| 2   | Pedro Pertiz              | 1912–1925     | Comisionado |
| 3   | Carlos Davreux            | 1925–1925     | Comisionado |
| 4   | Francisco Aspiazu         | 1925–1926     | Comisionado |
| 5   | José Enrique Clement      | 1926–1927     | Comisionado |
| 6   | Pelayo Torrella           | 1927–1928     | Comisionado |
| 7   | Juan Bautista Achiary     | 1928–1929     | Comisionado |
| 8   | José Enrique Clement      | 1929–1930     | Comisionado |
| 9   | José Rebolini             | 1930–1932     | Comisionado |
| 10  | Juan Bautista Achiary     | 1932–1940     | Comisionado |
| 11  | Luis Castaño              | 1940–1943     | Comisionado |
| 12  | José Enrique Clement      | 1943–1944     | Comisionado |
| 13  | Pelayo Julián Torrella    | 1944–1944     | Comisionado |
| 14  | José Enrique Clement      | 1944–1953     | Comisionado |
| 15  | Amaury Edgardo Díaz       | 1953–1955     | Intendente  |
| 16  | Juan José Mujica          | 1955–1962     | Intendente  |
| 17  | Eloy Petto                | 1962–1962     | Intendente  |
| 18  | Juan José Mujica          | 1962–1969     | Intendente  |
| 19  | Carlos Osvaldo Moiraghi   | 1969–1969     | Intendente  |
| 20  | Haroldo Olindo Rebolini   | 1969-1969     | Intendente  |
| 21  | Carlos Osvaldo Moiraghi   | 1970–1970     | Intendente  |
| 22  | José Enrique Juan Capello | 1970–1971     | Intendente  |
| 23  | Orfilio Mendia            | 1972–1973     | Intendente  |
| 24  | Amaury Edgardo Díaz       | 1973–1976     | Intendente  |
| 25  | Orfilio Mendia            | 1976–1978     | Intendente  |
| 26  | Arturo Pérez Manzano      | 1978–1979     | Intendente  |
| 27  | Anselmo Marcos Díaz       | 1979–1981     | Intendente  |
| 28  | Amado Rodríguez           | 1983–1983     | Intendente  |
| 29  | Amaury Edgardo Díaz       | 1983–1999     | Intendente  |
| 30  | José Luis Orozco          | 1999–2003     | Intendente  |
| 31  | Jorge Luis Cabak          | 2003–2023     | Intendente  |
| 32  | Martín Edgardo Mujica     | 2023-presente | Intendente  |

## Industrias y empresas
En el plano industrial, la localidad se destaca por su avanzada en materia de producción. Las industrias presentes en ella realizan todo el proceso productivo, desde la materia prima hasta el producto en góndola, pasando por envasado y transporte. Son de destacar aquí cuatro grandes empresas:

### Dos Anclas
Conformada por el holding "Cía. Introductora de Bs. As. y Dos Anclas S.A.", se dedica desde 1901 a la industrialización y comercialización de sal de mesa, condimentos, especias, vinagres y aceite de oliva. A lo largo de su historia se ha convertido en la empresa líder del mercado argentino, apoyándose en su tecnología de producción y la calidad de sus productos para proyectarse internacionalmente, y ser en la actualidad una de las mejores del mundo, con presencia en Estados Unidos, Uruguay, Paraguay y Perú. Su sitio de explotación se ubica en las Salinas Grandes de Hidalgo, aunque posee su planta productora en la localidad de Macachín, la cual emplea a cientos de personas residentes en la localidad.

### Don Felipe
Fundada en 1955 en la vecina localidad de Rolón por José Bergara y su esposa, la empresa fue pionera en elaboración de quesos en la provincia ostentando el récord de procesar 168 litros de leche en su primer día de funcionamiento en aquella lejana década del 50 cuando se contaba con muy pocas herramientas. En el año 1981 la empresa se trasladó a Macachín inaugurando su planta en las afueras de la localidad, la cual, en la actualidad, procesa y envasa gran cantidad de productos de primera categoría. Entre ellos destacan: quesos variados, yogures, dulces, mantecas, cremas y leche de diversos tipos.

### Casa Alarcia
Nació en 1910 como un pequeño almacén de alimentos y se transformó al poco tiempo en un importante negocio de ramos generales. Su fundador fue Demetrio Alarcia, un inmigrante español que aterrizó en la localidad allí por el año 1904. Nueve años más tarde de la creación de la pequeña empresa, los fundadores se hacen de un centenar de hectáreas en la zona de Salinas Grandes, iniciando en 1945 la actividad de acopio de cereales. Luego de fallecidos don Demetrio y su esposa, la actividad se expande hacia el negocio de los frutos, la hacienda, la explotación agropecuaria, la estación de servicio YPF y la planta de silos. Una vez recibido el apoyo crediticio por parte del gobierno provincial, se inaugura la planta actual con el molino harinero en la intersección de las rutas RP-1 y RP18 el 18 de noviembre de 1994, contando con la presencia del entonces Presidente de la Nación Argentina, Dr. Carlos Menem. Actualmente se dedica también a la producción de balanceados y concentrados para ganado bovino y porcino marca RUMAX.

### Transporte Sierra
Empresa creada en 1950 por Teodoro Sierra. Con el correr de los años fue creciendo y posicionándose como una de las mejores de su tipo en toda la región. Brinda servicios de transporte de mercancías generales llegando a las provincias de Buenos Aires, La Pampa, Río Negro y Neuquén. A su vez, se dedica al transporte internacional, viajando a los vecinos países de Brasil, Chile, Paraguay y Uruguay. Actualmente tiene un puñado de reconocidos clientes, entre ellos: Walmart, La Anónima y Celusal. Posee sucursales en: Don Torcuato, CABA, Bahía Blanca, Bariloche, General Roca, Macachín, Santa Rosa y San Martín de los Andes.

## Instituciones
Existen en la localidad gran cantidad de instituciones de relevancia notable y ámbito diverso, pero solo se desarrollará la trayectoria de algunas de ellas.

### Asociación Unión Baska "Euzko Alkartasuna"

Frente de la sede social con el hotel en primer plano.

La Asociación Unión Baska "Euzko Alkartasuna" de Macachín se fundó el 28 de febrero de 1959. Ya a mediados de la década del ´60 sentían la necesidad de que dicha asociación tuviera una sede social propia. Así fue como los señores José León Chapartegui (oriundo de Irún, Guipúzcoa) y Felipe Zubizarreta (oriundo de Vergara, Guipúzcoa) acompañados por un puñado de españoles que provenían también de las provincias de Guipúzcoa, Vizcaya, Álava y Navarra y junto con el Gobierno de la provincia La Pampa y la Municipalidad de Macachín (quien en aquel momento donó el terreno que hoy componen las instalaciones), propusieron la creación edilicia del centro vasco. La Unión Vasca de la ciudad de Bahía Blanca fue el padrino de la casa y donó la primera bandera de Euskal Herria para ser izada por las autoridades en medio de un acto muy emotivo que marcaría el comienzo de una nueva etapa para la comunidad local.

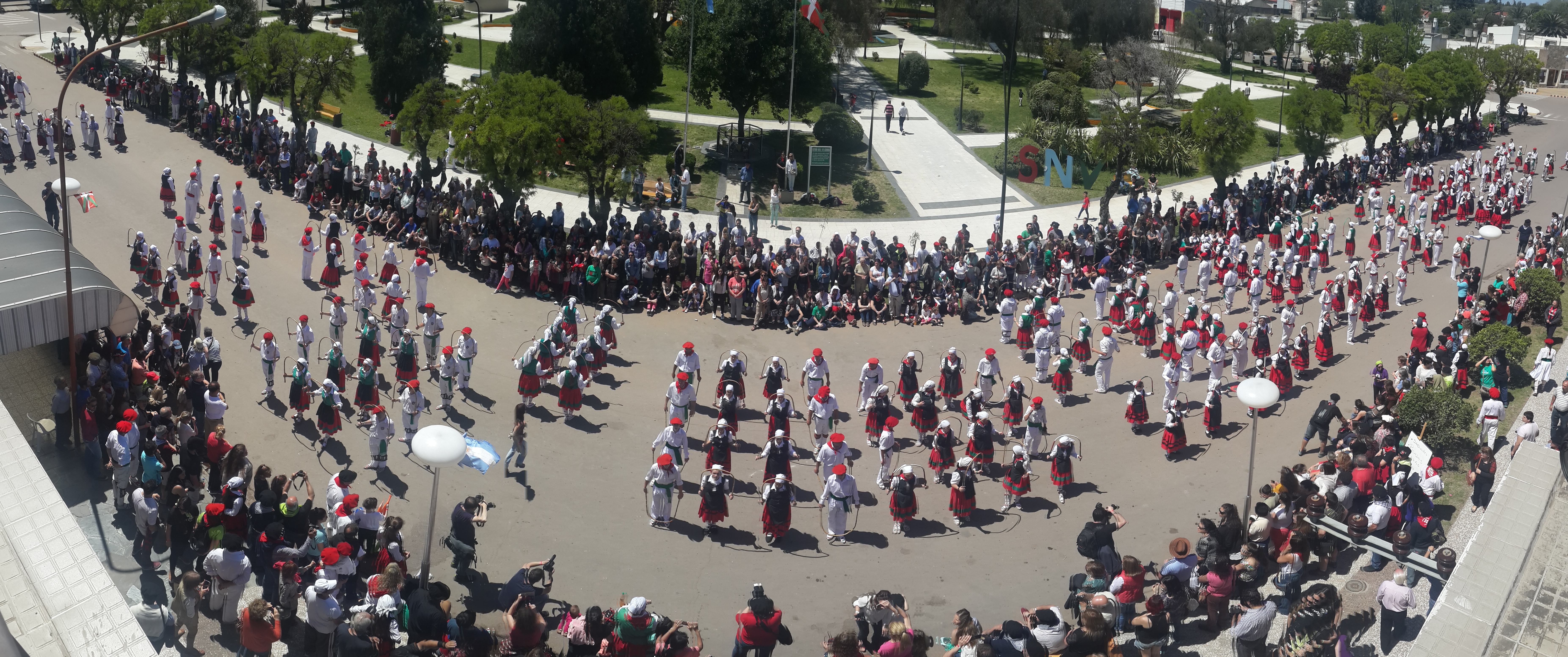
Bailes de plaza durante la Semana Nacional Vasca 2015.

Con el correr de los años, el centro vasco fue creciendo y amplió sus servicios para poder brindar una extensa oferta a nivel deportivo y cultural. Hoy en día, ofrece espacios para el desarrollo de diversas actividades recreativas, tales como: canchas de paddle, tenis, gimnasio con instalaciones para vóley, básquet, cesto, etc, cancha de pelota a paleta, bochas, pileta olímpica, taberna, salón de cultura (donde se dictan clases de danzas vascas), parrillas para la organización de eventos, etc. Cabe destacar que cuenta con un hipódromo equipado con excelentes y variadas instalaciones ubicado a escasos kilómetros de la localidad, y un hotel de excelente nivel catalogado por organismos especializados con 3 (tres) estrellas que lo ubica entre los 5 (cinco) mejores de la provincia.
El evento más reciente de destacada relevancia desarrollado por el centro vasco fue la Semana Nacional Vasca edición 2015, en dónde la localidad de Macachín fue sede argentina de la festividad luego de 20 años. En dicho evento se hicieron presentes más de 1000 personas de todo el país y diversos países alrededor del globo: Francia, España, Colombia, Brasil, Uruguay, Chile y Japón. Además, presenció el evento una delegación proveniente de España encabezada por el vice-lehendakari y portavoz del Gobierno Vasco, Josu Erkoreka.

### Asociación Española de Socorros Mutuos
En el año 1907 nació la idea de crear una sociedad que agrupara a los pioneros españoles que llegaron a poblar el territorio pampeano. En la zona solo se contaba con una Sociedad Española, en la ciudad de Bahía Blanca, y uno de sus fundadores, Justo Goicoechea, residía en Macachín. Fue él, junto a un puñado de españoles más quienes iniciaron la creación de dicha institución. Con tal fin, el 12 de enero de 1908 queda fundada la Asociación Española de Socorros Mutuos. Los primeros asociados, provenientes de las regiones de: León (29), Vascongadas (26), Galicia (6), Asturias (2), Cataluña (2), Aragón (2) y Andalucía (1), junto a seis hijos de españoles, crearon la sociedad con el fin de desarrollar, promover y mantener la cultura española en la Argentina XXX. En el Estatuto Social de la institución se especificaba que para ingresar se debía contar con una edad que supere los 14 años, pero no los 50; que debías ser hijo de español o español nativo; para formar parte de su Comisión debías saber leer y escribir y se tenía que contar con un trabajo honesto y tener una reputación impecable en la sociedad, de lo contrario sería expulsado de la misma. En sus primeros años se dedicó a las prestaciones médicas y farmacéuticas, proporcionando medicamentos y atención medicinal a sus afiliados en los hospitales españoles de Bahía Blanca y Buenos Aires, cumpliendo la función de las obras sociales, que no existían para aquel momento. A su vez ponía en prestación a sus asociados un servicio funerario, ayudas económicas en caso de nacimiento, casamiento o defunción, pago de viáticos o traslados hacia los hospitales de Bahía Blanca o Buenos Aires, pensiones temporarias por enfermedad a sus asociados, etc. Todo el dinero utilizado se sacaba de un fondo sostenido por el pago de cuotas de sus asociados. Pero no solo se dedicaba a eso para recaudar fondos, sino que también las romerías eran un clásico de la institución, y toda la provincia se hacía eco de ellas. La primera romería española se llevó a cabo en 1908, y se fue replicando año tras año. Para la edición de 1909, los registros detallan una festividad de cuatro días (desde el 27 de marzo al 30 de marzo -inclusive-), abriendo el evento con: "una salva de 21 bombas de gran estrépito y bandas musicales que ejecutarán sus sonidos por las calles. Luego se reunirá la comisión en el local de la sociedad para salir a saludar a autoridades y comercios de la localidad haciendo sonar las notas del Himno Nacional Argentino y el Himno de Riego" XXX. Años más tarde, la Asociación incorporó bandas musicales de alto prestigio de nuevos géneros musicales, shows de figuras del humor y el teatro, funciones de cine y juegos. No se tiene registro del lugar en dónde se realizaron las primeras ediciones de las romerías, pero se sabe que para 1911 el lugar comprendía el terreno contiguo a la iglesia local.
Iniciada ya la guerra civil española en 1936, la institución desarrolló una serie de actividades y eventos para recaudar dinero con el fin de donarlo a la Cruz Roja de España. Durante los años de la contienda y del conflicto en esta nación, la Asociación adoptó la bandera de la República Española como símbolo de nacionalidad.
Los años pasaron, y el acceso a la medicina fue más fácil, por lo que la asociación optó por dedicarse al ámbito cultural. Sus construcciones fueron testigo de una innumerable cantidad de acontecimientos para la localidad.
Con el correr del tiempo, sus edificaciones fueron remodeladas y muchas de ellas se alquilaron para diferentes fines. En los últimos años, la asociación se encontraba sin una comisión que la manejase y el lugar quedó en desuso. Actualmente, en el año 2016, luego de la intervención encabezada por la Diputada Provincial Josefina Díaz, vecina de Macachín, la sociedad volvió a conformarse y el lugar cobró vida nuevamente, siendo anfitrión de gran cantidad de eventos culturales que van desde la danza, hasta el teatro, pasando por el deporte y los encuentros sociales.

### Aero Club Macachín
Institución creada el 26 de septiembre de 1983 con la finalidad de desarrollar en Macachín la actividad aeronáutica propiciando a la sociedad una escuela para la formación de pilotos civiles. En principio se construyó el predio en la zona norte de la localidad, pero luego, en 1993, tuvieron que trasladarse los hangares y la pista hacia los terrenos adquiridos por la comisión al oeste del asentamiento urbano, lugar dónde funciona actualmente.

## Población
El primer censo llevado a cabo en la localidad fue en 1905, a solo tres años de su fundación y arrojó un total de 954 habitantes, que para el año 1920 habían escalado a 1931 habitantes, un 50,5% más.
Contó con 5465 habitantes (Indec, 2010), lo que representó un incremento del 12% frente a los 4764 habitantes (Indec, 2001) del censo anterior. 
El censo nacional 2022 arrojó 5 686 habitantes y 2 738 viviendas. Esto la situó como el décimo municipio de la provincia.
| Gráfica de evolución demográfica de Macachín entre 1991 y 2022 |
|                                                                |
| Fuente: censos nacionales del INDEC                            |

## Clima
Ubicado en la región pampeana, Macachín posee un clima templado continental caracterizado por una notada amplitud térmica. La temperatura mínima absoluta registrada en esta localidad es de -14,1 °C en julio de 1955 (Período 1940-2000) y el registro de la máxima absoluta para el mismo período es de 45.8 °C en enero de 1953, mientras que el promedio anual de precipitaciones ronda los 750 mm.
| Parámetros climáticos promedio de Macachín | Parámetros climáticos promedio de Macachín | Parámetros climáticos promedio de Macachín | Parámetros climáticos promedio de Macachín | Parámetros climáticos promedio de Macachín | Parámetros climáticos promedio de Macachín | Parámetros climáticos promedio de Macachín | Parámetros climáticos promedio de Macachín | Parámetros climáticos promedio de Macachín | Parámetros climáticos promedio de Macachín | Parámetros climáticos promedio de Macachín | Parámetros climáticos promedio de Macachín | Parámetros climáticos promedio de Macachín | Parámetros climáticos promedio de Macachín |
| Mes                                        | Ene.                                       | Feb.                                       | Mar.                                       | Abr.                                       | May.                                       | Jun.                                       | Jul.                                       | Ago.                                       | Sep.                                       | Oct.                                       | Nov.                                       | Dic.                                       | Anual                                      |
| ------------------------------------------ | ------------------------------------------ | ------------------------------------------ | ------------------------------------------ | ------------------------------------------ | ------------------------------------------ | ------------------------------------------ | ------------------------------------------ | ------------------------------------------ | ------------------------------------------ | ------------------------------------------ | ------------------------------------------ | ------------------------------------------ | ------------------------------------------ |
| Temp. máx. abs. (°C)                       | 45.8                                       | 44.2                                       | 40.7                                       | 36.1                                       | 30.5                                       | 24.5                                       | 24.1                                       | 29.7                                       | 32.8                                       | 35.7                                       | 40.3                                       | 42.5                                       | 45.8                                       |
| Temp. máx. media (°C)                      | 31.6                                       | 30.6                                       | 26.2                                       | 21.8                                       | 17.4                                       | 12.9                                       | 13.2                                       | 15.7                                       | 18.4                                       | 21.8                                       | 26.3                                       | 29.9                                       | 22.1                                       |
| Temp. media (°C)                           | 23.2                                       | 22.4                                       | 19.0                                       | 14.8                                       | 10.7                                       | 7.4                                        | 7.0                                        | 9.0                                        | 11.4                                       | 14.6                                       | 18.6                                       | 21.5                                       | 15.0                                       |
| Temp. mín. media (°C)                      | 14.6                                       | 13.7                                       | 11.3                                       | 7.3                                        | 4.6                                        | 2.2                                        | 1.1                                        | 2.0                                        | 4.0                                        | 6.9                                        | 10.7                                       | 13.1                                       | 7.6                                        |
| Temp. mín. abs. (°C)                       | 2.8                                        | 1.7                                        | -3.4                                       | -4.3                                       | -7.1                                       | -12.0                                      | -14.1                                      | -12.8                                      | -8.5                                       | -3.9                                       | -1.4                                       | 0.7                                        | -14.1                                      |
| Precipitación total (mm)                   | 91.4                                       | 75.2                                       | 100.5                                      | 68.4                                       | 38.3                                       | 22.2                                       | 23.4                                       | 26.8                                       | 49.9                                       | 79.4                                       | 99.5                                       | 94.0                                       | 769.1                                      |
| Humedad relativa (%)                       | 47                                         | 51                                         | 62                                         | 67                                         | 74                                         | 80                                         | 76                                         | 66                                         | 63                                         | 64                                         | 59                                         | 50                                         | 63                                         |
| Fuente: Secretaría de Minería              |                                            |                                            |                                            |                                            |                                            |                                            |                                            |                                            |                                            |                                            |                                            |                                            |                                            |

## Límites
Se ubica en el centro-este de la provincia de La Pampa, a 30 km del límite con la provincia de Buenos Aires, en la región conocida como Pampa húmeda -por sus características climáticas que la califican como una zona de alta producción agrícola-ganadera-. La localidad se encuentra en el centro del Departamento Atreucó y sus límites interdepartamentales y provinciales son los siguientes:

| Noroeste: departamento capital                          | Norte: Miguel Riglos y departamento Catriló | Noreste: departamento Catriló y provincia de Buenos Aires   |
| Oeste: Doblas, departamento Toay y departamento Utracán |                                             | Este: Rolón y provincia de Buenos Aires                     |
| Suroeste: departamento Utracán                          | Sur: Alpachiri y departamento Guatraché     | Sureste: departamento Guatraché y provincia de Buenos Aires |

## Escudo
El escudo de Macachín es de forma oval, dividido en cuatro campos. En el campo superior que se ubica a la izquierda encontramos un sol que representa la vida, y el toro ubicado en el campo opuesto simboliza la ganadería, importante en la zona. En la segunda mitad a la izquierda, se pueden observar surcos de la tierra que significan el potencial agrícola, y a la derecha, las parvas de sal -otro de los recursos del lugar-. La antorcha que sostiene la figura de mujer en su mano derecha simboliza el camino, y el libro en su mano izquierda, la sabiduría. Al pie de la mujer, sobre un fondo azul, se pueden apreciar las flores de Macachín que fueron las que le dieron origen al nombre de la localidad. La espiga que se encuentra en el contorno izquierdo del óvalo simboliza la agricultura, y los laureles, en el contorno derecho, la gloria. En la cinta celeste y blanca figura el año de la fundación del pueblo y las palabras “progreso y paz”. El escudo fue desarrollado por el "Grupo Gratitud" y se puso en vigencia el 30 de octubre de 1977. Se puede ver representado en la estatua de la Libertad ubicada en el centro de la plaza Independencia.

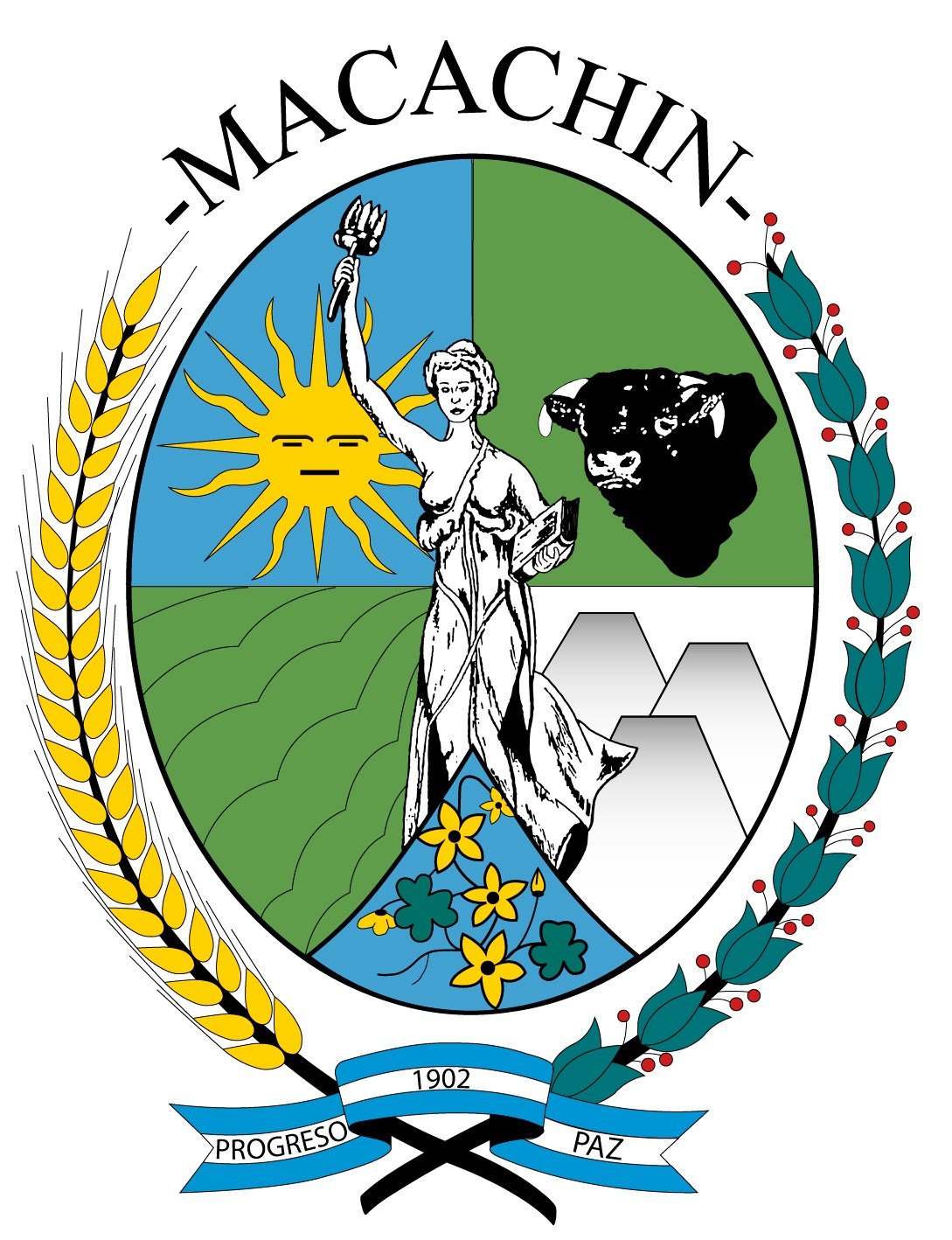
Escudo original reconstruido para ser utilizado en las publicaciones y documentos oficiales de la gestión 2023-2027 del Municipio. El diseño estuvo en desuso por mucho tiempo y a fines del 2023 comenzó a utilizarse nuevamente. Vectorización íntegra del escudo a cargo de Leonela Taverna, responsable del Área de Prensa y Comunicación de la gestión de Martín Mujica.

## Toponimia
Nombre mapuche de varias especies de Oxalis hispidula, Oxalis valdiviensis, Oxalis rosea, Arjona Patagónica y Arjona pusilla. Estas especies dan origen a flores color blanco-rosadas/amarillas llamadas «macachín», que se caracterizan por tener sabor dulce, suavemente acidulado, utilizadas especialmente para uso comestible con la finalidad de mitigar la sed.

## Iglesia católica en Macachín

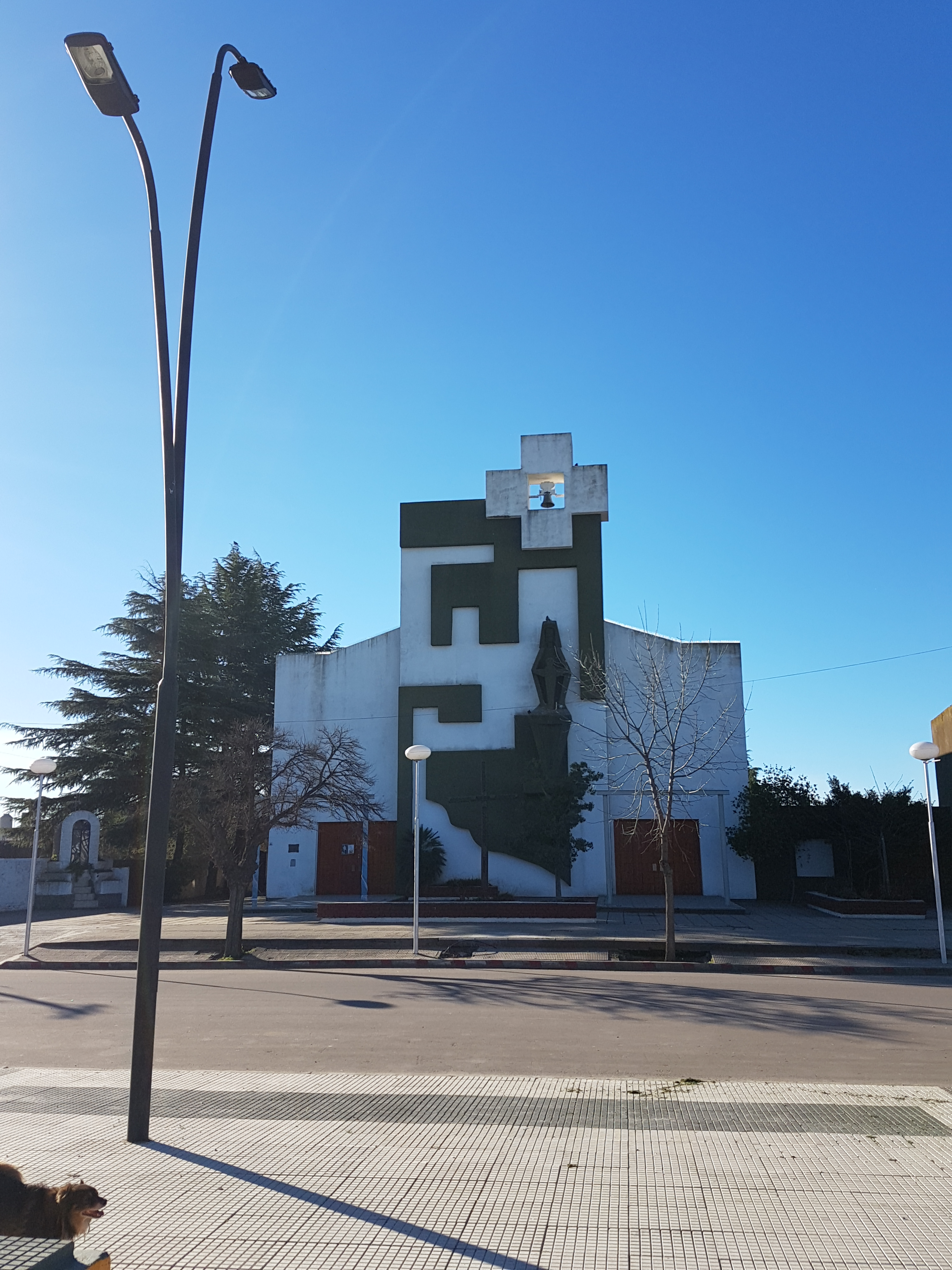
Iglesia Nuestra Señora del Rosario

La única parroquia de la diócesis de Santa Rosa de la Iglesia católica en Macachín es Nuestra Señora del Rosario.
En 1898 llegó a la Argentina el padre italiano Ángel Buodo (de aquí el nombre del paraje homónimo: Padre Buodo) quien desembarcó en la Pampa Central en 1914 para emprender una extensa recorrida en carreta por toda la zona llevando su fe cristiana y fundando capillas esparcidas por toda la provincia, entre ellas, la de Macachín.
En aquel entonces, la figura principal de la localidad, José Fratini, era totalmente reacio a la creación de una capilla en sus tierras negando la escritura de esta en innumerables ocasiones. Pero Buodo no se baja de su proyecto y con el terreno, el plano y la comisión formada emprende su objetivo, pero la respuesta de Fratini impide por completo la acción, ya que al enterarse de esto abre el territorio comprado por la congregación en dos partes instalando una calle en el lugar. Al poco tiempo, Buodo llega a Macachín en ferrocarril y el "lord mayor" -como era llamado en la época-, Fratini, se dirige a esperarlo en la estación local. Cuando el religioso baja del vagón, Fratini con mirada desafiante se le acerca y sin emitir sonido alguno le propina un golpe en plena cara. Buodo, lejos de amedrentarse, coloca sus pertenencias en el piso y le advierte al lord que "además de ser sacerdote es hombre", lo toma por el cuello y lo apretuja hasta desfallecer, logrando que Fratini asienta sus requerimientos. Así se inicia el proyecto de Buodo con su capilla.
El 31 de octubre de 1926, con la presencia del director del colegio salesiano de La Plata y del propio padre Ángel Buodo, se coloca la piedra fundamental del futuro edificio. Se construye un pequeño local como capilla atendido esporádicamente por el padre. Casi 14 años después, en 1940, el padre Juan Kutzera transmite al pueblo la noticia de formar una comisión pro-templo y encarar la terminación de la capilla finalizándose un año después y siendo inaugurada el 18 de octubre de 1941.
Cuatro años más tarde, la comisión adquiere los solares adyacentes junto a sus edificaciones y los destina al Colegio de Hermanas cuyas congregantes se instalan en la localidad en 1948.
Finalmente, en 1970 se resuelve la remodelación y ampliación de la iglesia quedando la obra a cargo del constructor Jorge Lusso e inaugurándose en abril de 1971 la construcción que se aprecia hoy en día.